# Bahnstrecke Bremerhaven–Cuxhaven
| Streckenverlauf Bremerhaven-Speckenbüttel–Cuxhaven |                         |                                        |                                        |
| Streckennummer (DB): | 1310                    |                                        |                                        |
| Kursbuchstrecke (DB): | 125                     |                                        |                                        |
| Kursbuchstrecke: | 190c (1934) 217a (1946) |                                        |                                        |
| Streckenlänge: | 38,0 km                 |                                        |                                        |
| Spurweite: | 1435 mm (Normalspur)    |                                        |                                        |
| Streckenklasse: | CE                      |                                        |                                        |
| Streckengeschwindigkeit: | 80 km/h                 |                                        |                                        |
| Zugbeeinflussung: | PZB                     |                                        |                                        |
| |                         |                                        |                                        |
| Bundesländer: | Bremen, Niedersachsen   |                                        |                                        |
| \| \| \| von Bremen \| \| \| \| \| Bremerhaven-Speckenbüttel (ehem. PV) \| \| \| \| 190,7 \| nach Bad Bederkesa \| nach Bad Bederkesa \| \| \| \| nach Bremerhaven Seehafen \| \| \| \| \| Landesgrenze Bremen / Niedersachsen \| \| \| \| \| Grauwallkanal \| \| \| \| 195,6 \| Imsum \| Imsum \| \| \| 199,4 \| Wremen (ehem. Bf) \| 3 m \| \| \| \| Misselwardener Wasserlöse \| \| \| \| 202,5 \| Mulsum \| Mulsum \| \| \| 205,4 \| Dorum \| 3 m \| \| \| 209,8 \| Cappel-Midlum \| Cappel-Midlum \| \| \| 213,3 \| Spieka \| Spieka \| \| \| \| vom Fliegerhorst Nordholz (Marinebahn) \| \| \| \| 216,2 \| Nordholz \| 12 m \| \| \| \| Fischmehlfabrik (Gla) \| \| \| \| \| vom Sperrwaffenarsenal Oxstedt \| \| \| \| \| zur Hinrich-Wilhelm-Kopf-Kaserne \| \| \| \| \| vom Fliegerhorst Nordholz (Marinebahn) \| \| \| \| 221,0 \| Altenwalde (geplant) \| Altenwalde (geplant) \| \| \| 222,3 \| Altenwalde \| Altenwalde \| \| \| \| B 73 \| \| \| \| \| vom Gewerbegebiet Groden-West \| \| \| \| \| B 73 (Papenstraße) \| \| \| \| \| Gleisdreieck Groden \| \| \| \| \| von Hamburg \| \| \| \| 227,1 \| Cuxhaven CF (Bft) \| Cuxhaven CF (Bft) \| \| \| 228,4 \| Cuxhaven \| 3 m \| \| \| \| nach Cuxhaven Hafen \| \| \| \| \| \| \| \| Quellen: [1][2][3] \| \| \| \| |                         |                                        |                                        |
| Strecke |                         | von Bremen                             | von Bremen                             |
| Dienststation / Betriebs- oder Güterbahnhof |                         | Bremerhaven-Speckenbüttel (ehem. PV)   | Bremerhaven-Speckenbüttel (ehem. PV)   |
| Abzweig geradeaus und nach rechts | 190,7                   | nach Bad Bederkesa                     | nach Bad Bederkesa                     |
| Abzweig geradeaus und nach links |                         | nach Bremerhaven Seehafen              | nach Bremerhaven Seehafen              |
| Grenze |                         | Landesgrenze Bremen / Niedersachsen    | Landesgrenze Bremen / Niedersachsen    |
| Brücke über Wasserlauf |                         | Grauwallkanal                          | Grauwallkanal                          |
| ehemaliger Haltepunkt / Haltestelle | 195,6                   | Imsum                                  | Imsum                                  |
| Haltepunkt / Haltestelle | 199,4                   | Wremen (ehem. Bf)                      | 3 m                                    |
| Brücke über Wasserlauf |                         | Misselwardener Wasserlöse              | Misselwardener Wasserlöse              |
| ehemaliger Haltepunkt / Haltestelle | 202,5                   | Mulsum                                 | Mulsum                                 |
| Bahnhof | 205,4                   | Dorum                                  | 3 m                                    |
| ehemaliger Haltepunkt / Haltestelle | 209,8                   | Cappel-Midlum                          | Cappel-Midlum                          |
| ehemaliger Bahnhof | 213,3                   | Spieka                                 | Spieka                                 |
| Abzweig geradeaus und ehemals von rechts |                         | vom Fliegerhorst Nordholz (Marinebahn) | vom Fliegerhorst Nordholz (Marinebahn) |
| Bahnhof | 216,2                   | Nordholz                               | 12 m                                   |
| ehemalige Blockstelle |                         | Fischmehlfabrik (Gla)                  | Fischmehlfabrik (Gla)                  |
| Abzweig geradeaus und ehemals von links |                         | vom Sperrwaffenarsenal Oxstedt         | vom Sperrwaffenarsenal Oxstedt         |
| Abzweig geradeaus und ehemals nach links |                         | zur Hinrich-Wilhelm-Kopf-Kaserne       | zur Hinrich-Wilhelm-Kopf-Kaserne       |
| Abzweig geradeaus und ehemals von rechts |                         | vom Fliegerhorst Nordholz (Marinebahn) | vom Fliegerhorst Nordholz (Marinebahn) |
| ehemaliger Haltepunkt / Haltestelle | 221,0                   | Altenwalde (geplant)                   | Altenwalde (geplant)                   |
| ehemaliger Bahnhof | 222,3                   | Altenwalde                             | Altenwalde                             |
| Strecke mit Straßenbrücke |                         | B 73                                   | B 73                                   |
| Abzweig geradeaus und ehemals von links |                         | vom Gewerbegebiet Groden-West          | vom Gewerbegebiet Groden-West          |
| Bahnübergang |                         | B 73 (Papenstraße)                     | B 73 (Papenstraße)                     |
| Abzweig geradeaus, ehemals nach rechts und ehemals von rechts |                         | Gleisdreieck Groden                    | Gleisdreieck Groden                    |
| Abzweig geradeaus und von rechts |                         | von Hamburg                            | von Hamburg                            |
| Blockstelle | 227,1                   | Cuxhaven CF (Bft)                      | Cuxhaven CF (Bft)                      |
| Kopfbahnhof Strecke ab hier außer Betrieb | 228,4                   | Cuxhaven                               | 3 m                                    |
| Strecke (außer Betrieb) |                         | nach Cuxhaven Hafen                    | nach Cuxhaven Hafen                    |
| |                         |                                        |                                        |
| Quellen: |                         |                                        |                                        |

Die Bahnstrecke Bremerhaven–Cuxhaven, auch Nordseebahn genannt, ist eine eingleisige und nicht elektrifizierte Nebenbahn im Elbe-Weser-Dreieck. Sie wurde 1896 eröffnet und verbindet Bremerhaven mit Cuxhaven bei Durchquerung des Landes Wursten.

## Strecke
Die Strecke zweigt am südlichen Ende des Rangierbahnhofs Bremerhaven-Speckenbüttel von der Bahnstrecke Wunstorf–Bremerhaven-Seehaven ab. Von dort bis kurz vor Nordholz verläuft die Bahn über Wremen und Dorum durch die Marsch des Landes Wursten. Von Nordholz bis Altenwalde wird der Geestrücken „Hohe Lieth“ mit einigen Einschnitten gequert. Die Strecke trifft in Cuxhaven-Groden auf die Niederelbebahn und wird parallel zu ihr in den Kopfbahnhof Cuxhaven geführt.

### Bahnhöfe
Ab 2003 wurden die Bahnhöfe Bremerhaven-Lehe, Wremen, Nordholz und Cuxhaven umfangreich modernisiert, wobei der Bahnhof Nordholz im Zuge des Umbaus zu einem eingleisigen Haltepunkt zurückgebaut wurde; dadurch bestand jahrelang nur noch in Dorum eine Möglichkeit für Zugkreuzungen, die Strecke war werktags durch den Personenverkehr voll ausgelastet. Dorum wurde 2014 umgebaut. Der Wiederaufbau eines zweiten Gleises in Nordholz, jedoch ohne Bahnsteig, erfolgte im September 2014. Im November 2014 wurde dieses Kreuzungsgleis feierlich eingeweiht, ohne dass die DB und der teilnehmende Parlamentarische Staatssekretär im Bundesverkehrsministerium, der Cuxhavener Bundestagsabgeordnete Enak Ferlemann (CDU), darauf hinwiesen, dass hier im Wesentlichen nur der alte Zustand wiederhergestellt wurde. Gleichzeitig wurden Dorum und Nordholz auf elektronische Stellwerkstechnik umgerüstet. Das Cuxhavener Empfangsgebäude wurde ab 2017 grundlegend modernisiert und im Januar 2019 als „Bürgerbahnhof“ neu eröffnet.

### Ehemalige Stationen

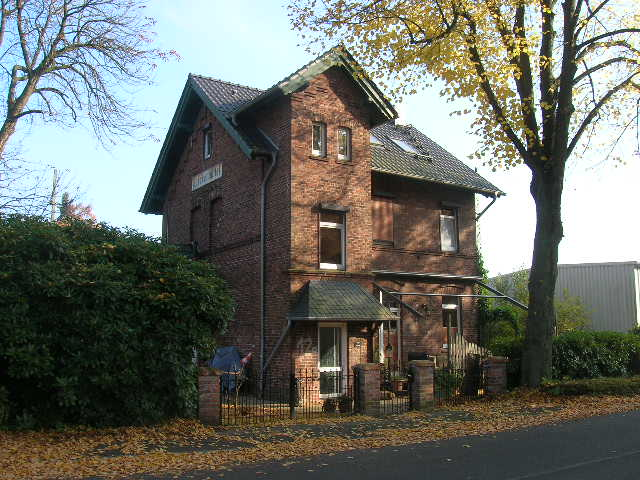
Ehemaliges Bahnhofsgebäude Speckenbüttel

Bis 1991 wurde außerdem in Altenwalde, Spieka, Cappel-Midlum und Mulsum gehalten. Schon 1975 war der Haltepunkt in Imsum aufgegeben worden. Der Bahnhof Bremerhaven-Speckenbüttel wurde im Jahr 1988 für den Personenverkehr geschlossen.
Der Halt in Cappel-Midlum wurde 1992 nach erheblichen Protesten vor Ort wieder bedient. Die Zahl der Fahrgäste war aber wenige Monate nach der Wiedereröffnung noch geringer als vor der Schließung. Daraufhin ließ die Bundesbahn den Halt beim nächsten Fahrplanwechsel endgültig schließen. Der Bahnsteig wurde wenig später entfernt.

## Betrieb und Geschichte
Die Strecke von Cuxhaven nach Wesermünde (Lehe) – damalige Benennung des heutigen Bahnhofes Bremerhaven-Lehe – wurde am 1. Juni 1896 eröffnet.

### Fahrplan
Werktags außer samstags besteht von 5:00 Uhr bis 23:00 Uhr ein durchgehender Stundentakt. Auch am Wochenende wird seit dem Fahrplanwechsel 2011 / 2012 im Stundentakt gefahren. Auf ihrer Fahrt hält die Regionalbahn in Bremerhaven Hbf, Bremerhaven-Lehe, Wremen, Dorum (Wesermünde), Nordholz und Cuxhaven.

### Betrieb und Fahrzeugeinsatz

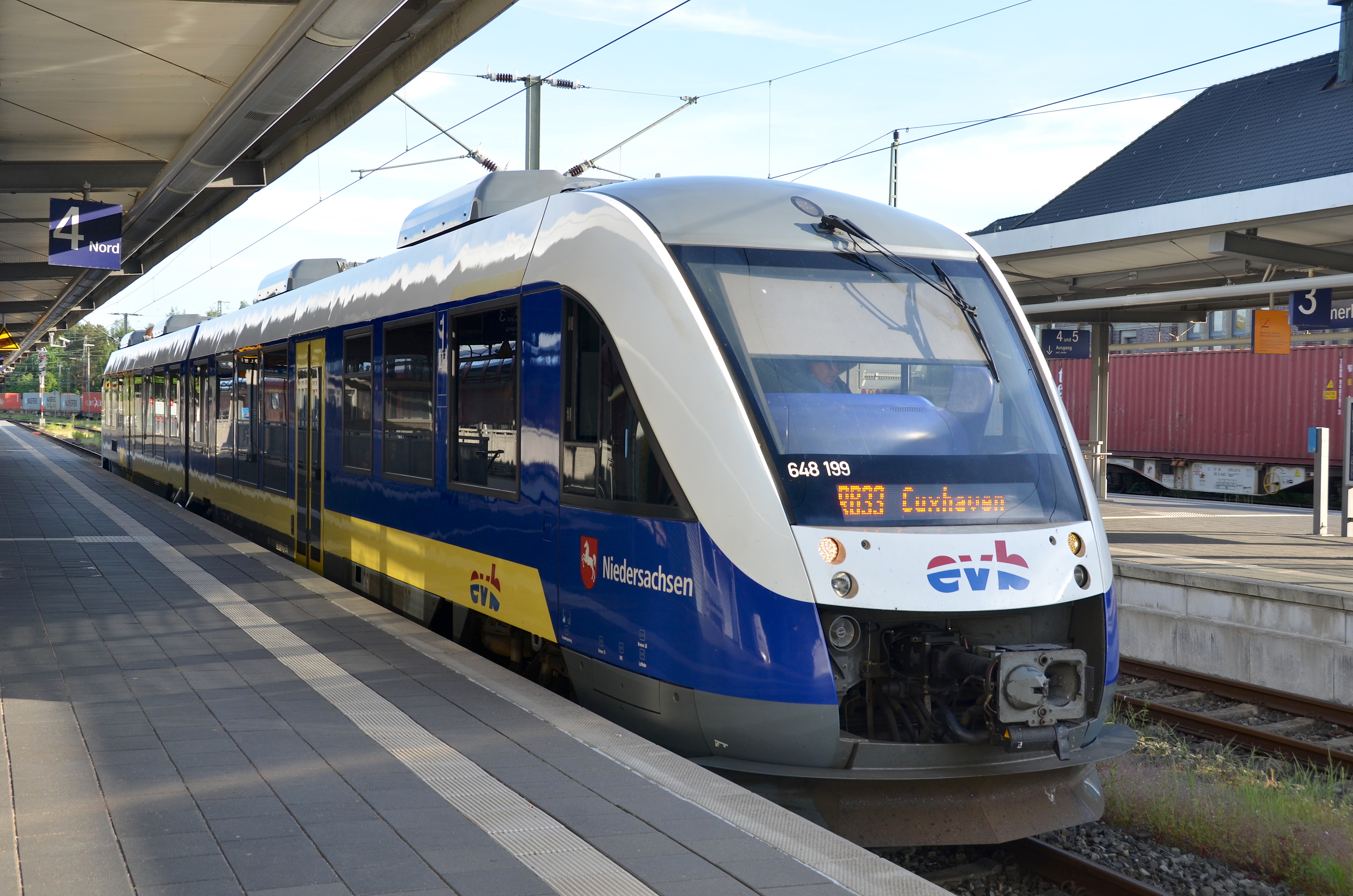
Triebwagen der EVB
(VT 648 ALSTOM Lint 41)

Der Personennahverkehr wurde vom 14. Dezember 2003 bis Dezember 2011 von der Nordseebahn, einer Kooperation der DB Regio AG und der Eisenbahnen und Verkehrsbetriebe Elbe-Weser GmbH (EVB), erbracht.
Nach einer Ausschreibung gemeinsam mit der Linie Bremerhaven–Buxtehude durch die Landesnahverkehrsgesellschaft Niedersachsen (LNVG) im Jahr 2010 („Weser-Elbe-Netz“) hat die EVB den Zuschlag für beide Verbindungen erhalten. Seit dem 11. Dezember 2011 wird der Verkehr von ihr durchgeführt.
Zum Einsatz kommen hier fünf Dieseltriebwagen des Typs LINT 41 in den Farben blau, gelb und weiß, die aus dem Fahrzeugpool der Landesnahverkehrsgesellschaft Niedersachsen mbH (LNVG) gemietet werden. Die Züge haben die dreißig bis vierzig Jahre alten Triebwagen der Baureihen 614 und 624 abgelöst. Seit Mitte September 2018 fahren auch mit Wasserstoff betankte iLint-Wasserstoffzüge auf der Strecke.

### Ehemaliger Fernverkehr

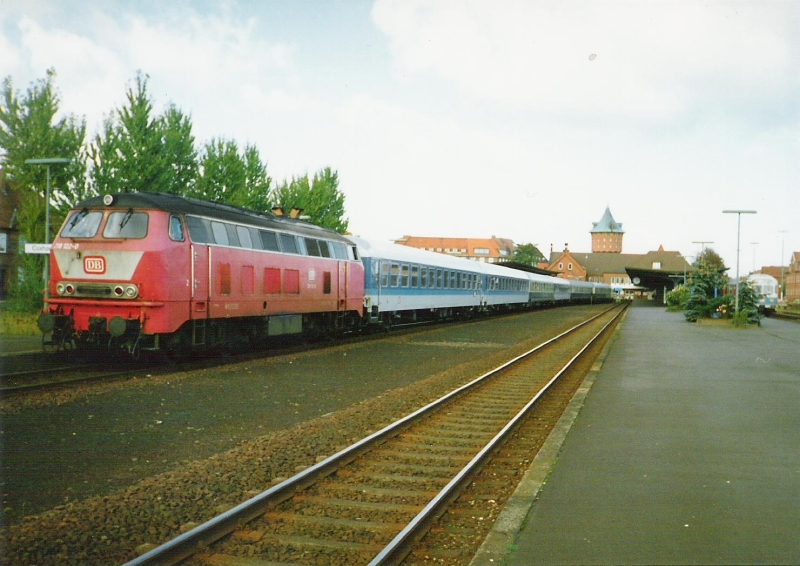
Schnellzug im Bahnhof Cuxhaven (1993), bereits mit einzelnen Interregio-Wagen im Zugverband

Bis 2001 bestand Fernverkehr auf der Strecke; danach wurden die letzten Interregio nach Luxemburg und Saarbrücken aufgegeben. Schon zuvor waren Kurswagenverbindungen nach Aachen oder Stuttgart eingestellt worden.

### Güterverkehr

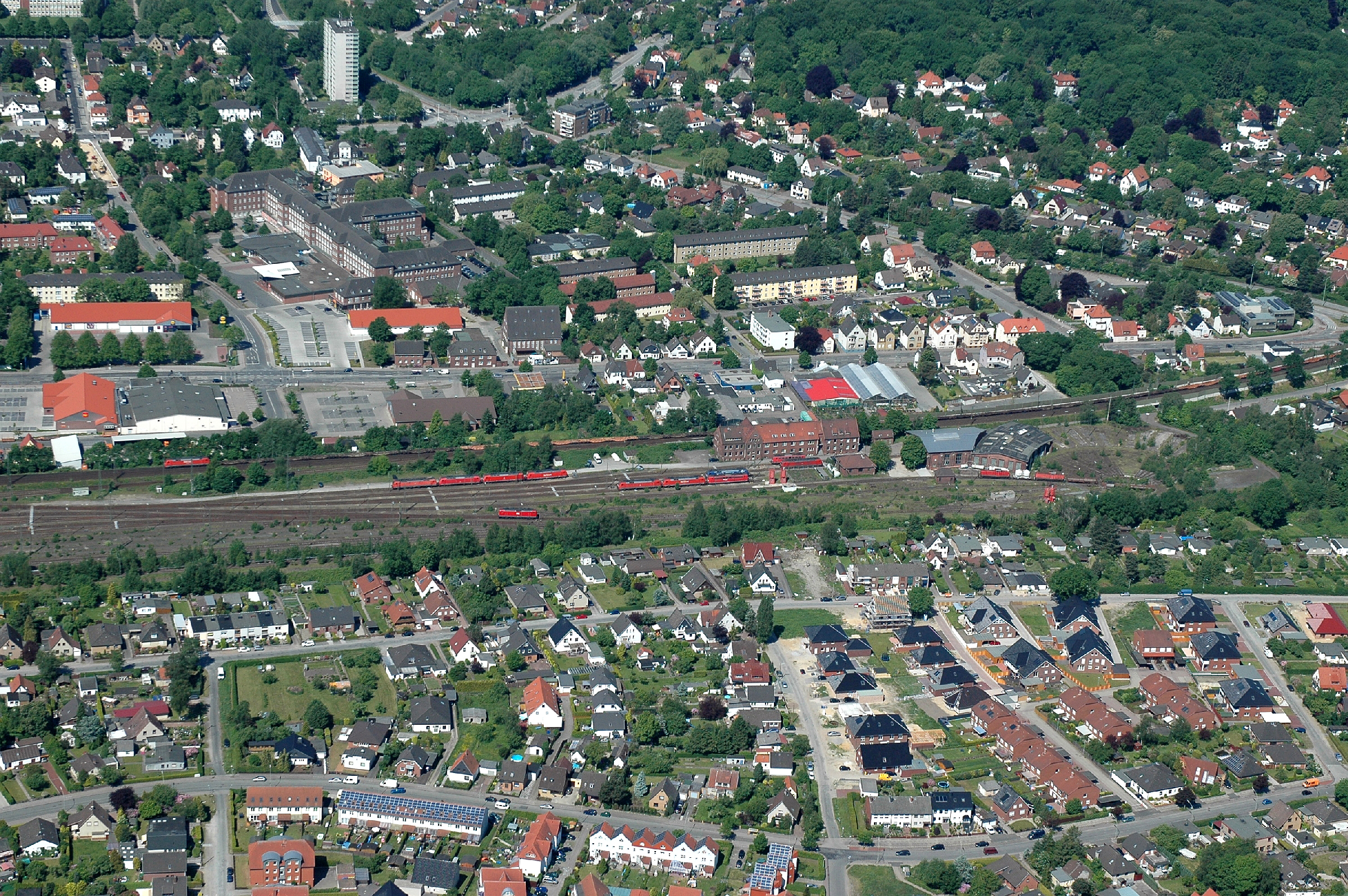
Bremerhaven Abstellbahnhof Lehe

Da längere Züge sich auf der Strecke nicht begegnen konnten, war Güterverkehr nur nachts möglich. Im Herbst 2014 wurde deshalb am Bahnhof Nordholz ein Ausweichgleis reaktiviert und auf 1000 m verlängert. Dieses ermöglicht, dass auch am Tage jetzt Güterverkehr auf der eingleisigen Strecke stattfinden kann. Somit muss der Güterverkehr ins Bremer Umland nicht mehr über den Großbereich Hamburg abgewickelt werden.

## Zukunft
Der Neubau eines Haltepunktes in Altenwalde/Franzenburg scheiterte im ersten Anlauf daran, dass die Stadt Cuxhaven die geforderte Kostenbeteiligung abgelehnt hat. Am 28. März 2019 wurde zwischen Land Niedersachsen, LNVG und DB vereinbart, dass in Altenwalde und in Cappel-Midlum (alternativ Spieka) wieder Haltepunkte eingerichtet werden sollen.
Es wird erwogen, die 2001 zurückgebauten Bahnsteige im Bahnhof Bremerhaven-Speckenbüttel neu zu errichten.